# Walter Hanspach
Walter Hanspach, nemški general in vojaški zdravnik, * 6. december 1893, † 27. avgust 1942.